# Bocchoropsis pharaxalis
Bocchoropsis pharaxalis là một loài bướm đêm trong họ Crambidae.